# Richard Sundberg
Richard Sundberg (* 24. Mai 1992) ist ein finnischer Handballspieler.
Sundberg, der zuletzt in Deutschland für den Oberligisten TSG Altenhagen-Heepen spielte und für die finnische Nationalmannschaft auflief, ist ein linker Rückraumspieler.
Zur Saison 2014/15 wechselte Sundberg vom finnischen Erstligisten HC West zum deutschen Zweitligisten TV Bittenfeld, mit dem ihm in dieser Spielzeit der Aufstieg in die Bundesliga gelang. Dabei wurde Sundberg in 37 Spielen eingesetzt und erzielte 15 Tore. Nach dieser Saison kehrte Sundberg zum HC West zurück, um in Finnland sein Studium starten zu können. Ein Jahr später schloss er sich Grankulla IFK an. Im Sommer 2018 wechselte er zum deutschen Oberligisten TSG Altenhagen-Heepen. 2019 kehrte Sundberg nach Finnland zum Grankulla IFK zurück.
Sundberg hat 76 Länderspiele für die finnische Nationalmannschaft bestritten und nahm mit dieser an den Qualifikationen für die Weltmeisterschaften 2015 und 2017 sowie an den Qualifikationen für die Europameisterschaften 2014 und 2016 teil. Mit der finnischen U-21-Nationalmannschaft nahm Sundberg an der Qualifikation für die U-21-Weltmeisterschaft 2013 teil.